# William Higinbotham
Pour les articles homonymes, voir Higinbotham.
William (Willy) A. Higinbotham, né le 25 octobre 1910 à Bridgeport et mort le 10 novembre 1994 à Gainesville, est un physicien américain connu pour avoir créé l'un des premiers jeux vidéo, Tennis for Two, à l'aide d'un oscilloscope, en 1958 pour distraire les visiteurs durant des portes ouvertes du laboratoire national de Brookhaven.
Il a également été le premier président de la Fédération des scientifiques américains et a œuvré pour la non-prolifération nucléaire.

## Biographie
Higinbotham est né à Bridgeport, dans le Connecticut, et a grandi à Caledonia (New York). Son père était pasteur dans l'Église presbytérienne. Il a obtenu son baccalauréat au Williams College en 1932 et a poursuivi ses études à l'Université Cornell. Il a travaillé sur le système de radar au MIT de 1941 à 1943.

## Carrière
Au cours de la Seconde Guerre mondiale, il a travaillé au Laboratoire national de Los Alamos et a présidé le groupe d'électronique du laboratoire pendant les dernières années de la guerre, où son équipe a développé l'électronique de la première bombe nucléaire,. Son équipe a créé le mécanisme d'allumage de la bombe ainsi que les instruments de mesure du dispositif. Higinbotham a également créé l'affichage radar du bombardier expérimental B-28. À la suite de son expérience des armes nucléaires, Higinbotham a participé à la création du groupe de non-prolifération nucléaire Federation of American Scientists, dont il fut le premier président et secrétaire exécutif. De 1974 jusqu'à sa mort en 1994, Higinbotham a été rédacteur technique pour le Journal of Nuclear Materials Management, publié par l'Institute of Nuclear Materials Management (en).
En 1947, Higinbotham entre au Laboratoire national de Brookhaven et y travaille jusqu'à sa retraite en 1984. En 1958, en tant que chef de la division Instrumentation de Brookhaven, il crée le jeu informatique appelé Tennis for Two pour l'exposition annuelle du laboratoire. Simulateur de tennis affiché sur un oscilloscope, le jeu est reconnu comme étant l'un des premiers jeux vidéo,. Le jeu avait demandé quelques semaines à Higinbotham et fut une attraction populaire de l'exposition. Il fut un tel succès que Higinbotham créa une version étendue pour l'exposition de 1959 ; cette version permettait de modifier le niveau de gravité afin que les joueurs puissent simuler le tennis sur Jupiter ou sur la Lune. Higinbotham n'a jamais breveté Tennis for Two, mais il a déposé plus de vingt autres brevets au cours de sa carrière.